# Contact (pel·lícula de 1997)
Contact és una pel·lícula del 1997 dirigida per Robert Zemeckis adaptada de la novel·la de ciència-ficció Contact, escrita per Carl Sagan. Aquesta pel·lícula ha estat doblada al català.

## Argument
Ellie Arroway (Jodie Foster), que va perdre els pares de jove, és una científica brillant que busca senyals d'intel·ligència extraterrestre (SETI). És ridiculitzada per altres científics i, principalment, pel doctor David Drumblin (Tom Skerritt), el seu antic professor i el conseller de la ciència de la Presidència. Drumblin en última instància tanca la seva investigació, per considerar-la un malbaratament de temps i diner públic. Ellie i els seus amics busquen algú que els avali la investigació en privat. Reben una subvenció del milionari S.R. Hadden (John Hurt), així la SETI pot continuar.
És detectat un missatge extraterrestre com una seqüència de nombres primers, provinent de l'estrella Vega. El missatge és finalment descodificat, resultant ser un esquema per una nau d'un sol passatger. Hi ha una controvèrsia sobre la finalitat de la màquina, però es construeix amb l'ajut de països de tot el món.
Comença la disputa sobre qui ha de ser el passatger, decantant-se pel doctor Drumblin. Un fanàtic religiós contrari al projecte aconsegueix infiltrar-se fins a la zona de llançament, on fa explotar un artefacte explosiu, destrossant la nau i matant a Drumblin.
Hadden informa a Ellie sobre la segona màquina, construïda de forma secreta prop de l'illa Japonesa de Hokkaido. Ella accedeix a viatjar en ella i va a través d'un forat de cuc i orbita al voltant de nombroses estrelles, entre les quals, Vega. En un planeta d'aquell sistema solar observa llums, un indici de l'existència de civilització tecnològica. Allà manté contacte amb una forma de vida extraterrestre que se li presenta amb l'aparença del seu pare i torna a la Terra sense proves, ja que la seva videocàmera només capta neu de la trobada.
S'especula que tot ha sigut una broma del milionari Hadden, que en aquelles alçades de la pel·lícula ja és mort de càncer. Però un informe secret indica que el temps durant el qual Ellie entra en contacte va ser enregistrat, ja que la càmera grava diverses hores de neu. Finalment, Ellie aconsegueix una subvenció governamental per a continuar amb el projecte SETI.

## Repartiment
- Jodie Foster: Dra. Eleanor "Ellie" Ann Arroway
- Jena Malone: Ellie Arroway (nena)
- Matthew McConaughey: Palmer Joss
- James Woods: Michael Kitz
- Tom Skerritt: David Drumlin
- William Fichtner: Kent Clark
- John Hurt: S.R. Hadden
- Angela Bassett: Rachel Constantine
- David Morse: Theodore Arroway
- Jake Busey: Joseph
- Rob Lowe: Richard Rank
- Geoffrey Blake: Fisher
- Max Martini: Willie

## Producció
Desenvolupament
Carl Sagan va concebre la idea de Contact el 1979. El mateix any, Lynda Obst, una de les persones més properes a Sagan, va ser contractada com a executiva d'estudi pel productor de cinema Peter Gruber per a la seva productora, Casablanca Filmworks. Obst va presentar la idea de Contact a Guber, qui va comissionar un contracte per desenvolupar la pel·lícula. Sagan, amb l'ajuda de la seva dona Ann Druyan, va escriure un tractament de més de 100 pàgines, acabat el novembre de 1980. Druyan va explicar, "el nostre somni va ser escriure alguna cosa que fos una representació de com podria haver estat una presa de contacte real, que transmetés la veritable grandesa de l'univers". Van afegir les analogies científiques i religioses com a metàfora dels interessos filosòfics i intel·lectuals en la recerca de la veritat humana i el contacte amb els éssers extraterrestres.
Sagan va introduir la teoria de Kip Thorne sobre viatges en el temps mitjançant forats de cuc en el guió. La caracterització de la Dra. Arroway va ser inspirada per la doctora Jill Tarter, directora del Projecte Phoenix del SETI; Jodie Foster va preparar el seu personatge mantenint reunions amb ella. Tarter va servir com a consultora, per retratar de manera realista la lluita de les dones en la ciència entre els anys 1950 i 1970. Els escriptors van debatre sobre si Arroway hauria de tenir un nadó al final de la pel·lícula. Tot i que Guber va quedar impressionat amb el tractament de Sagan i Druyan, va contractar diversos guionistes per reescriure el text. Van afegir nous personatges, sent un d'ells un Nativo Americà convertit en astronauta. Guber va suggerir que Arroway tingués un fill adolescent perdut, pensant que afegiria més profunditat a la història. Sagan i Druyan van estar en desacord amb la idea de Guber, i no va ser inclosa en la pel·lícula. El 1982, Guber va portar Contact a Warner Bros. Pictures i amb la pel·lícula estancada en el seu desenvolupament, Sagan va començar a convertir la seva idea original en una novel·la que va ser publicada el setembre de 1985 per Simon & Schuster. La pel·lícula va seguir en procés de desenvolupament i, finalment, Guber va deixar el seu càrrec a Warner Bros. l'any 1989.
Guber es va convertir en el nou president de Sony Pictures Entertainment i va intentar comprar els drets de la pel·lícula a Warner, però l'estudi es va negar. El mateix any, Obst va ser contractada per Warner com a nova executiva i va començar a accelerar el desenvolupament de la pel·lícula, contractant més escriptors. Roland Joffé va ser contractat per dirigir, utilitzant un guió de James V. Hart. Joffé quasi comença la preproducció abans de deixar el càrrec, i Obst va contractar a Michael Goldenberg per reescriure el guió, qui va acabar el segon esborrany a finals de 1993. L'esborrany de Goldenberg va fer que Warner Bros. tornés a tenir interès en Contact, i van oferir la direcció a Robert Zemeckis, però ell la va rebutjar a favor de fer una pel·lícula basada en la vida de Harry Houdini. "El primer guió de Contact que vaig veure era genial fins a l'última pàgina", va recordar Zemeckis. "I llavors tenia tots aquests éssers extraterrestres angelicals obrint el cel i fent un espectacle de llums i vaig dir, 'Això no funcionarà'".
Al desembre de 1993, Warner Bros. va contractar George Miller per dirigir la pel·lícula i Contacte va començar la preproducció. Miller va escollir Jodie Foster com a protagonista, va parlar amb Ralph Fiennes per fer el paper de Palmer Joss i va considerar Linda Hunt com a president dels Estats Units. A més que els éssers extraterrestres creessin un espectacle de làsers al voltant de la Terra, en una altra versió del guió de Goldberg un dels forats de cuc absorbia la Terra, transportant-la al centre de la galàxia. Miller també va demanar a Goldberg que el Papa es convertís en un personatge important en la història. Warner Bros. esperava tenir la pel·lícula llesta per a Nadal de 1996, però sota la direcció de Miller la preproducció estava durant massa temps. L'estudi va acomiadar el director culpant-lo de retardar dates, augmentar el pressupost i d'insistir que el guió necessitava més canvis. Robert Zemeckis finalment va acceptar el càrrec de director. L'estudi va brindar a Zemeckis control artístic absolut sobre la pel·lícula. El director va escollir Matthew McConaughey com a Palmer Joss, que va deixar el paper protagonista a Chacal per participar en Contact. Tot i ser diagnosticat amb mielodisplàsia el 1994, Sagan va continuar formant part en la producció de la pel·lícula. Va dur a terme diverses conferències per al repartiment explicant la història detallada de l'astronomia.
Durant el desenvolupament de Contacte, l'equip de producció va consultar 2001: Una odissea de l'espai de Stanley Kubrick com a inspiració.
Rodatge
El rodatge va començar el 24 de setembre de 1996, i va acabar el 28 de febrer de 1997. La primera gravació va ser al Very Large Array, a Socorro, Nou Mèxic, EUA. "La gravació al VLA va ser espectacular, però també un dels aspectes més complicats del rodatge", va dir el productor Steve Starkey. "És una instal·lació en ús, així que vam haver de negociar amb la Fundació Nacional de la Ciència l'ús de les antenes parabòliques en la direcció necessària per donar l'efecte més dramàtic a la història".
Després de setmanes d'àrdua gravació en localitzacions a Nou Mèxic i Arizona, la producció va tornar a Los Angeles per cinc mesos de gravació de localització i so, utilitzant fins a un total de nou estudis de gravació a Warner Bros. Studios a Burbank, Califòrnia, i a Culver Studios. En total, el departament d'art va crear més de 25 sets.
En un intent de donar realisme a l'argument, comentaristes i presentadors de la CNN van ser inclosos en el guió. Més de 25 periodistes de la CNN van tenir algun paper a la pel·lícula i programes com Larry King Live i Crossfire també van ser inclosos. Ann Druyan té un cameo com ella mateixa, debatent amb el personatge de Rob Lowe, Richard Rank, a Crossfire. Al gener de 1997, una segona unitat de gravació va ser enviada a Puerto Rico per una setmana a l'Observatori d'Arecibo.
La segona unitat també va treballar a Fiji i Newfoundland, Canadà. Van ser essencials per a la producció consultors tècnics del SETI, l'Institut de Tecnologia de Califòrnia, el VLA i un antic membre del gabinet de la Casa Blanca per assessorar sobre Washington D. C. i protocols governamentals. Sagan va visitar el plató en més d'una ocasió, on va ajudar a reescriure el guió diverses vegades.
El rodatge va ser retardat per un temps després de la mort de Sagan el 20 de desembre de 1996. La pel·lícula va ser dedicada a Sagan: "Per a Carl" apareix a la pantalla en el "fade".
El cinematògraf Don Burgess va gravar la pel·lícula en format anamòrfic utilitzant càmeres Panavision així com 65 mm i VistaVision per a gravacions d'efectes especials. Els dissenyadors de so van utilitzar el programari Pro Tools per a l'edició d'àudio, que es va fer a Skywalker Sound.

## Comentaris
És una adaptació de la novel·la de ciència-ficció Contact, escrita per Carl Sagan. El llibre és, de fet, l'única novel·la escrita per Sagan, ja que la resta dels deu llibres de l'autor són de divulgació científica.
La trama de la pel·lícula, però, és una mica diferent de la del llibre. L'adaptació de la pel·lícula té diferències importants, però l'essència del missatge del llibre queda intacte. Aquest és, un dels somnis de Sagan: contactar amb extraterrestres.